# Ашау ам Ин
Ашау ам Ин (њем. Aschau am Inn) општина је у њемачкој савезној држави Баварска. Једно је од 31 општинског средишта округа Милдорф ам Ин. Према процјени из 2010. у општини је живјело 2.816 становника. Посједује регионалну шифру (AGS) 9183113.

## Географски и демографски подаци
Ашау ам Ин се налази у савезној држави Баварска у округу Милдорф ам Ин. Општина се налази на надморској висини од 457 метара. Површина општине износи 20,8 km². У самом мјесту је, према процјени из 2010. године, живјело 2.816 становника. Просјечна густина становништва износи 135 становника/km².